# Jules Coignet
Jules Coignet (Parigi, 2 novembre 1798 – Parigi, 1º aprile 1860) è stato un pittore francese.
Si dedicò in particolare al paesaggio, ma fu anche ritrattista e litografo.

## Biografia
Suo maestro fu il pittore neoclassico Jean-Victor Bertin, che gli trasmise la passione per la pittura paesaggistica. Da parte sua, Coignet non ereditò l'impronta del neoclassicismo, né si fece trascinare dall'onda del romanticismo. Egli mantenne sempre una sua sensibilità artistica che espresse dipingendo dal vero, in uno stile pittoresco, più direttamente visivo e assai meno ricercato e ampolloso di quello dei suoi predecessori.

Dipinse un gran numero di tele con vedute e paesaggi realizzati durante i suoi numerosi viaggi in Tirolo, nel Baden-Württemberg, in Svizzera, in Italia e in Sicilia, in Egitto e in Libano. Né tralasciò le regioni della Francia, specialmente la Bretagna e la Val d'Isère.
Coignet espose con regolarità al Salon, e ne fu ricompensato con una medaglia d'oro nel 1824. Il critico Auguste Jal apprezzò particolarmente i suoi oli esposti nel 1831. Ottenne anche una medaglia d'argento all'Expo di Lilla.

Una testimonianza ufficiale di riconoscimento per la sua notorietà artistica fu il conferimento del titolo di Cavaliere della Legion d'Onore nel 1836.
Oltre ai paesaggi, Coignet si dedicò anche al ritratto e, dotato di una buona tecnica di incisione, affrontò con successo la litografia, pubblicando serie di stampe di sua creazione.

Nel 1834 e nel 1845 organizzò due vendite pubbliche della sua produzione che furono molto apprezzate dal pubblico e dagli intenditori.

Dopo la sua morte, avvenuta a Parigi all'età di 61 anni, tutto il materiale del suo atelier fu anch'esso oggetto di una vendita pubblica nel 1861.
Suoi allievi furono Ferdinand Chaigneau, Léo Drouyn, Louis-Augustin Auguin, Louis- Rémy Robert, il belga Auguste Böhm e l'orientalista Charles-Théodore Frère.

## Opere
Elenco parziale delle opere esposte in collezioni pubbliche.
- Portrait de Charles-Émile Callande de Champmartin, Museo nazionale di Versailles
- Paysage au soleil couchant, Museo del Louvre[1][2].
- Altre opere di Coignet sono custodite nel Museo Magnin di Digione[3], e nei musei di Chambéry[4], Château-Thierry[5], Compiègne, Marsiglia, Remiremont, Rennes e Quimper[6].
- Il "Cabinet des estampes" di Strasburgo custodisce anch'esso un disegno del Monument de Desaix sur la route du Rhin.
- Un paesaggio di Coignet si trova al Fitzwilliam Museum in Inghilterra e molti altri sono negli Stati Uniti, alla National Gallery of Art[7] e presso il Museum of Modern Art[8].

## Raccolte litografiche
- Corso completo di paesaggio
- Vedute pittoresche d'Italia disegnate dal vero, Parigi, Edizioni Sazerac et Duval, 1825
- Bade e dintorni disegnati da vero, Testo di Amédée Achard, Edizioni Hachette, 1858

## Galleria d'immagini

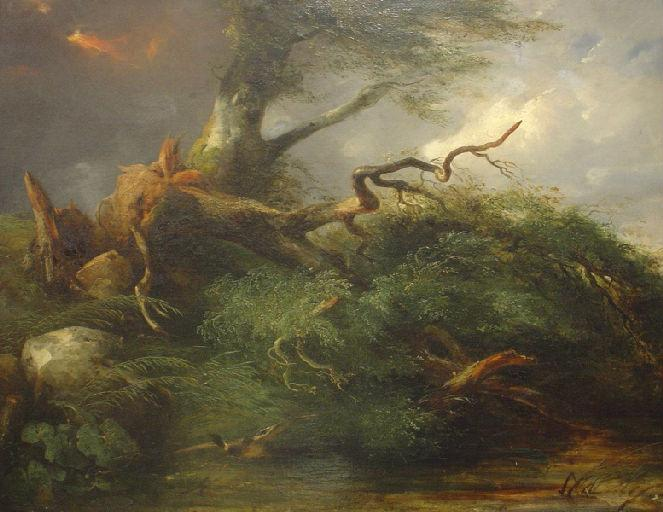
La quercia e i giunchi
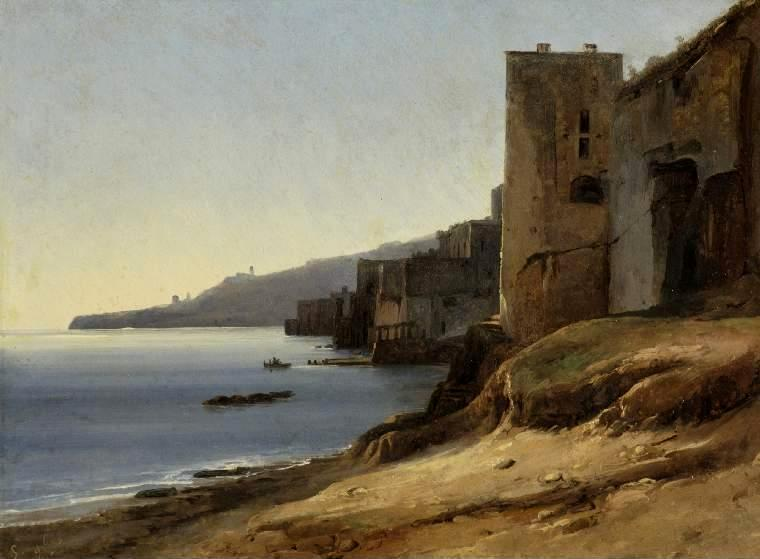
Napoli
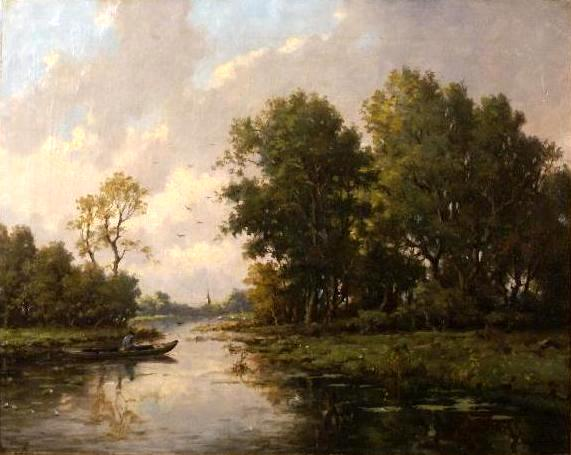
Barbizon
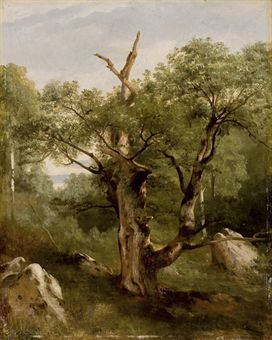
Studio
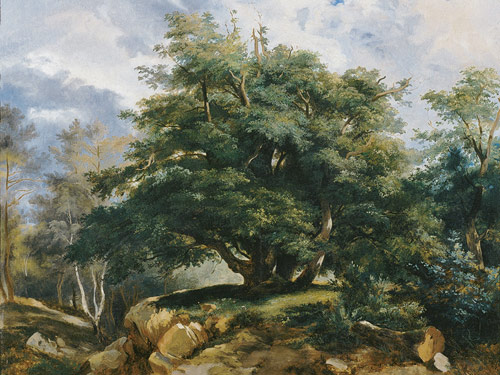
La vecchia quercia di Fontainebleau